# Belisama
En la mitologia celta, Belisama (en grec, Bηλησαμα) era una deessa adorada en la Gàl·lia. S'identifica amb Minerva en la interpretatio romana, i també va ser comparada amb Brigid.

## Culte
Belisama s'associa principalment amb el foc de la llar, però també és responsable dels artesans del metall i del vidre i, en particular, de la tècnica metal·lúrgica de la fabricació d'armes. També és responsable de les arts. A través d'aquestes, es va cristianitzar tardanament per Santa Caterina.
També té un paper de sanadora, associada amb les aigües termals.

## Etimologia
L'etimologia del seu nom s'ha traduït com a «més brillant», és a dir, que conté un sufix superlatiu «-isama» unit a l'arrel «bel-» (brillant); sobre aquesta base, ella també ha estat especulativament proclamada com la pàredra de Belenus, ja que el nom sembla contenir la mateixa arrel.
Però l'arrel «bel-» també es pot interpretar de forma diferent segons la deïtat, per a exemple «fort».

## Inscripcions

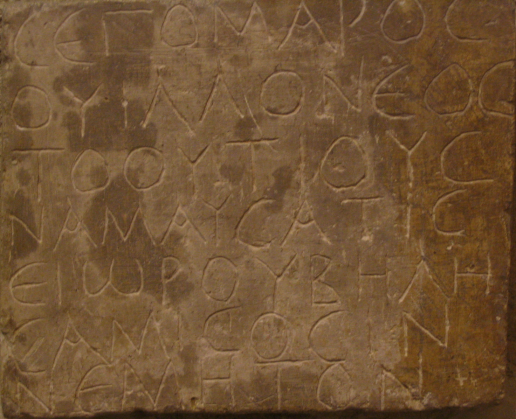
Inscripció de Segomaros

Una inscripció de gala que es va trobar en Vaison-la-Romaine, a la Provença (RIG G-172) mostra que es va dedicar un nemeton a ella:
СΕΓΟΜΑΡΟС/ ΟΥΙΛΛΟΝΕΟС/ ΤΟΟΥΤΙΟΥС/ ΝΑΜΑΥСΑΤΙС/ ΕΙѠΡΟΥ ΒΗΛΗ/СΑΜΙ СΟСΙΝ/ ΝΕΜΗΤΟΝ
Segomaros Ouilloneos tooutious Namausatis eiōrou Bēlēsami sosin nemēton
«Segomaros Uilloneos, ciutadà [tooutius] de Nemausus, dedicat a aquest santuari de Belisama»

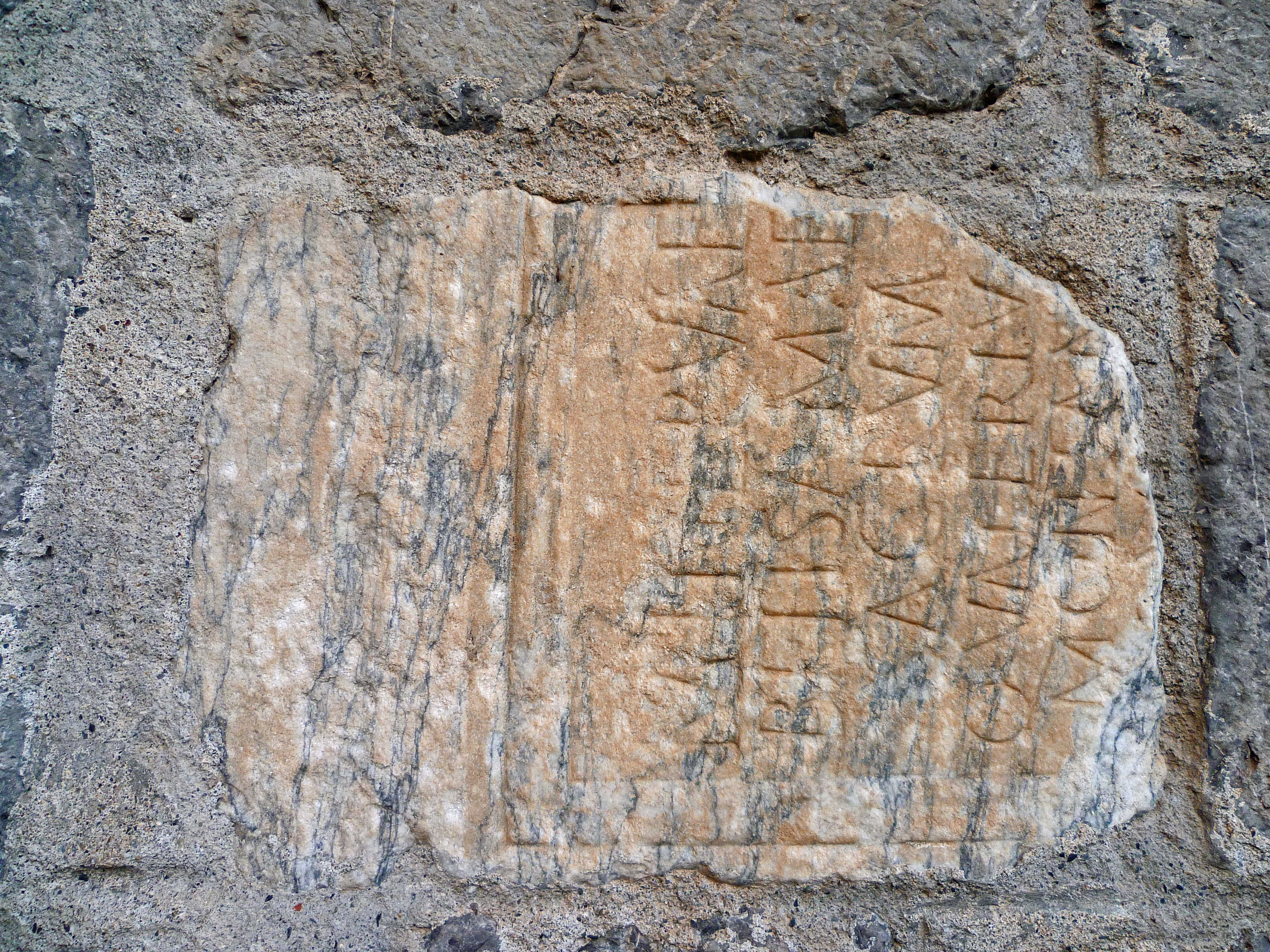
Inscripció de Saint-Lizier

La identificació amb Minerva en la religió dels gals es va establir en una inscripció en llatí de Saint-Lizier (antigament Consoranni), del departament d'Arièja (CIL XIII, 8):
Minervae / Belisamae / sacrum / Q(uintus) Valerius / Montan[us] / [e]x v[oto?]
«Exvot de Quintus Valerius Montanus a la sagrada Minerva Belisama».

## Toponímia
Els topònims francesos Beleymas i Bellême (que es troben en els departaments de Dordongne i Orne, respectivament) provenen d'aquest teònim.
La presència de la deessa en la Britànnia és més difícil d'establir. Ptolemeu parla de l'estuari Belisama, i el riu Ribble sembla que va conegut pel nom de Belisama en l'època romana.